# Pseudopanthera meridionalis
Pseudopanthera meridionalis är en fjärilsart som beskrevs av Galvagni 1908. Pseudopanthera meridionalis ingår i släktet Pseudopanthera och familjen mätare. Inga underarter finns listade.